# Gymnopilus micromegas
Gymnopilus micromegas là một loài nấm thuộc họ Cortinariaceae.